# حميل (ناحية حميل)
حميل (بالفارسية: حمیل) هي منطقة سكنية تقع في إيران في ناحية حميل. يقدر عدد سكانها بـ 1,303 نسمة .